# Ricardo Carballo Calero

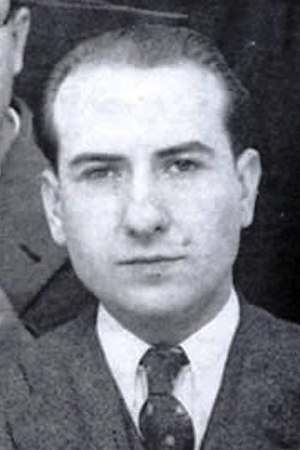
Carvallo Calero etwa 1930–1936

Ricardo Carvallo Calero oder Ricardo Carvalho Calero (* 30. Oktober 1910 in Ferrol; † 25. März 1990 in Santiago de Compostela) war ein spanischer Philologe, Schriftsteller und Professor an der Universität Santiago de Compostela.

## Leben
Carvallo Calero schloss sein Studium der Rechtswissenschaften (1931) und der Philosophie und Geisteswissenschaften (1935) an der Universität von Santiago de Compostela ab. Im spanischen Bürgerkrieg kämpfte er auf Seiten der zweiten Republik gegen Francisco Franco. Nach Ende des Krieges wurde er zu einer 12-jährigen Gefängnisstrafe verurteilt, jedoch 1941 freigelassen. 1954 schloss er seine Promotion ab und trat 1958 der Real Academia Galega bei. Ab 1972 war er der erste Professor für galicische Linguistik und Literatur an der Universität von Santiago de Compostela. 1980 wurde er emeritiert.
Carvallo Calero gilt als Vordenker des Reintegrationismus, welcher die Ansicht vertritt, dass das Galicische und das Portugiesische Varietäten einer einzigen Sprache sind.
Das umfangreiche literarische Werk Carvallo Caleros ist bisher nicht ins Deutsche übersetzt worden.

## Ausgewählte Werke und Publikationen

### Lyrik
- Trinitarias, 1928 (auf Spanisch)
- Vieiros, 1931
- La soledad confusa, 1932 (auf Spanisch)
- O silencio axionllado, 1934
- Anxo da terra, 1950
- Poemas pendurados dun cabelo, 1952
- Calteiro de Fingoi, 1961
- Pretérito Imperfeito, 1980
- Futuro condicional, 1982
- Cantigas de amigo e outros poemas, 1986
- Reticências, 1990

### Theaterstücke
- O fillo, 1982
- Isabel, 1982
- A sombra de Orfeo, 1971
- Farsa das zocas, 1963
- A arbre, 1965
- O redondel, 1979
- Auto do prisioneiro, 1970
- Os xefes, 1982
- Catro pezas, 1971, Galaxia.
- Teatro completo, 1982, Ediciós do Castro.

### Erzählungen
- Xente da Barreira, 1951
- Narrativa completa (1984, Ediciós do Castro; Colectánea).
- Scórpio, 1987

### Essays
- Sete poemas galegos, 1955
- História da Literatura Galega Contemporánea, 1963 (erneut publiziert 1975 and 1976)
- Versos iñorados e ou esquecidos de Eduardo Pondal, 1961
- Gramática elemental del gallego común, 1966
- Brevario antológico de la literatura gallega contemporánea, 1966
- Edición de "Cantares gallegos" de Rosalía de Castro, 1969
- Libros e autores galegos: dos trovadores a Valle Inclán, 1970
- Sobre lingua e literatura galega, 1971
- Particularidades morfológicas del lenguaje de Rosalía de Castro, 1972
- Poesías de Rosalía de Castro, with L. Fontoira Surís, 1972
- Estudos rosalianos, 1977
- Problemas da Língua Galega, 1981
- Da Fala e da Escrita, 1983
- Letras Galegas, 1984
- Escritos sobre Castelao, 1989
- Do Galego e da Galiza, 1990 (posthum)
- Umha voz na Galiza, 1992 (posthum)